# Campionat d'Espanya de seleccions autonòmiques de rugbi femení
El Campionat d'Espanya de seleccions autonòmiques de rugbi femení (en castellà: Campeonato de España de selecciones autonómicas en categoria sénior femenina). també abreviat com CESA, és una competició esportiva de seleccions autonòmiques de rugbi femení. Creat la temporada 1994-95, es celebra anualment i està organitzat per la Federació Espanyola de Rugbi. Les federacions participants disputen una primera fase en format de lligueta que determina els equips classificats per la fase final. S'hi disputa una final a quatre en una seu neutral que determina el campió de la competició.
La Selecció catalana, amb onze títols, és la federació de rugbi que ha guanyat més vegades la competició, seguit de la selecció madrilenya, amb vuit, i la basca, amb sis.

## Historial
| En negreta = Equip guanyador (1) = Nombre de títols |

| Edició                                                                     | Temp.                                                            | Data                                                             | Campió                                                           | Resultat                                                         | Subcampió                                                        | Seu                                                              | refs                                           |
| Campionat d'Espanya de Seleccions Territorials                             | Campionat d'Espanya de Seleccions Territorials                   | Campionat d'Espanya de Seleccions Territorials                   | Campionat d'Espanya de Seleccions Territorials                   | Campionat d'Espanya de Seleccions Territorials                   | Campionat d'Espanya de Seleccions Territorials                   | Campionat d'Espanya de Seleccions Territorials                   | Campionat d'Espanya de Seleccions Territorials |
| -------------------------------------------------------------------------- | ---------------------------------------------------------------- | ---------------------------------------------------------------- | ---------------------------------------------------------------- | ---------------------------------------------------------------- | ---------------------------------------------------------------- | ---------------------------------------------------------------- | ---------------------------------------------- |
| I                                                                          | 1994-95                                                          | 12-03-1995                                                       | Catalunya (1)                                                    | 5-0                                                              | Madrid                                                           | València                                                         |                                                |
| II                                                                         | 1995-96                                                          | 03-03-1996                                                       | Catalunya (2)                                                    | 7-3                                                              | Madrid                                                           | Plentzia                                                         |                                                |
| III                                                                        | 1996-97                                                          | 03-05-1997                                                       | Catalunya (3)                                                    | 20-8                                                             | Madrid                                                           | Barcelona                                                        |                                                |
| IV                                                                         | 1997-98                                                          | 24-05-1998                                                       | Catalunya (4)                                                    | 5-0                                                              | Madrid                                                           | Tarassona                                                        |                                                |
| V                                                                          | 1998-99                                                          | 02-05-1999                                                       | Catalunya (5)                                                    | 10-0                                                             | Madrid                                                           | Sant Sebastià                                                    |                                                |
| VI                                                                         | 1999-00                                                          | 09-04-2000                                                       | Catalunya (6)                                                    | 10-6                                                             | Madrid                                                           | Tarassona                                                        |                                                |
| VII                                                                        | 2000-01                                                          | 22-04-2001                                                       | País Basc (1)                                                    | 8-0                                                              | Madrid                                                           | Vitòria                                                          |                                                |
| VIII                                                                       | 2001-02                                                          | 14-04-2002                                                       | País Basc (2)                                                    | 3-0                                                              | Madrid                                                           | Santiago de Compostela                                           |                                                |
| IX                                                                         | 2002-03                                                          | 06-04-2003                                                       | Madrid (1)                                                       | 10-5                                                             | País Basc                                                        | Navarra                                                          |                                                |
| Campionat d'Espanya de Seleccions Autonòmiques                             |                                                                  |                                                                  |                                                                  |                                                                  |                                                                  |                                                                  |                                                |
| X                                                                          | 2003-04                                                          | 18-01-2004                                                       | Catalunya (7)                                                    | 10-5                                                             | País Basc                                                        | Sevilla                                                          |                                                |
| XI                                                                         | 2004-05                                                          | 22/23-01-2005                                                    | Madrid (2)                                                       | lligueta                                                         | País Basc                                                        | Orense                                                           |                                                |
| XII                                                                        | 2005-06                                                          | 22-01-2006                                                       | País Basc (3)                                                    | 28-0                                                             | Galícia                                                          | Camp Central Ciudad Universitaria, Madrid                        |                                                |
| XIII                                                                       | La temporada 2006-07 es realitzà una primera volta del campionat | La temporada 2006-07 es realitzà una primera volta del campionat | La temporada 2006-07 es realitzà una primera volta del campionat | La temporada 2006-07 es realitzà una primera volta del campionat | La temporada 2006-07 es realitzà una primera volta del campionat | La temporada 2006-07 es realitzà una primera volta del campionat |                                                |
| XIII                                                                       | 2007-08                                                          | 29-03-2008                                                       | País Basc (4)                                                    | 25-15                                                            | Madrid                                                           | Camp de San Amaro, Burgos                                        |                                                |
| XIV                                                                        | 2008-09                                                          | 18/19-04-2009                                                    | País Basc (5)                                                    | lligueta                                                         | Madrid                                                           | Camp de Rugbi del Parc de Gamarra, Vitòria                       |                                                |
| XV                                                                         | 2009-10                                                          | 18-04-2010                                                       | País Basc (6)                                                    | 15-10                                                            | Madrid                                                           | Camp Acea Da Ma, La Corunya                                      |                                                |
| XVI                                                                        | 2010-11                                                          | 27-02-2011                                                       | Madrid (3)                                                       | 27-7                                                             | País Basc                                                        | Camp El Palau, Girona                                            |                                                |
| XVII                                                                       | 2011-12                                                          | 26-02-2012                                                       | Catalunya (8)                                                    | 7-0                                                              | Madrid                                                           | Instalaciones Deportivas El Fontanar, Còrdova                    | [ 1 ]                                          |
| XVIII                                                                      | 2012-13                                                          | 13-01-2013                                                       | Madrid (4)                                                       | 14-12                                                            | Catalunya                                                        | Camp Nelson Mandela, Torrevella                                  | [ 2 ]                                          |
| XIX                                                                        | 2013-14                                                          | 12-01-2014                                                       | Catalunya (9)                                                    | 8-0                                                              | Madrid                                                           | Campo Ponte dos Brazos, Arteixo                                  |                                                |
| XX                                                                         | 2014-15                                                          | 21-12-2014                                                       | Madrid (5)                                                       | 15-12                                                            | Catalunya                                                        | Camp Pinares de Venecia, Saragossa                               | [ 3 ]                                          |
| XXI                                                                        | 2015-16                                                          | 06-12-2015                                                       | Catalunya (10)                                                   | 15-7                                                             | Madrid                                                           | Camp Pinares de Venecia, Saragossa                               | [ 4 ]                                          |
| XXII                                                                       | 2016-17                                                          | 17-12-2016                                                       | Madrid (6)                                                       | 15-12                                                            | Catalunya                                                        | Camp del Riu, València                                           | [ 5 ]                                          |
| XXIII                                                                      | 2017-18                                                          | 03-12-2017                                                       | Madrid (7)                                                       | 22-14                                                            | Catalunya                                                        | Camp del Riu, València                                           | [ 6 ]                                          |
| XXIV                                                                       | 2018-19                                                          | 05-05-2019                                                       | Madrid (8)                                                       | 15-13                                                            | Galícia                                                          | Camp Puente Castro, Lleó                                         | [ 7 ]                                          |
| No es disputà la temporada 2019-20 pel risc públic de contagi del COVID-19 |                                                                  |                                                                  |                                                                  |                                                                  |                                                                  |                                                                  |                                                |
| XXV                                                                        | 2020-21                                                          | 23-05-2021                                                       | Andalusia (1)                                                    | 12-0                                                             | Castella i Lleó                                                  | Instalaciones Deportivas La Cartuja, Sevilla                     | [ 8 ]                                          |
| XXVI                                                                       | 2021-22                                                          | 28-02-2022                                                       | Catalunya (11)                                                   | 17-12                                                            | Andalusia                                                        | Instalaciones Deportivas La Cartuja, Sevilla                     | [ 9 ]                                          |
| XXVII                                                                      | 2022-23                                                          | 26-02-2023                                                       | Catalunya (12)                                                   | 22-5                                                             | Galícia                                                          | Camp Nou Santa Bàrbara, Sitges                                   | [ 10 ]                                         |

## Palmarès
| Equip           | Campió | Subcampió | Anys campió                                                                                                | Anys subcampió |
| --------------- | ------ | --------- | --- | --- |
| Catalunya       | 12     | 4         | 1994-95, 1995-96, 1996-97, 1997-98, 1998-99, 1999-00, 2003-04, 2011-12, 2013-14, 2015-16, 2021-22, 2022-23 | 2012-13, 2014-15, 2016-17, 2017-18                                                                                           |
| Madrid          | 8      | 14        | 2002-03, 2004-05, 2010-11, 2012-13, 2014-15, 2016-17, 2017-18, 2018-19                                     | 1994-95, 1995-96, 1996-97, 1997-98, 1998-99, 1999-00, 2000-01, 2001-02, 2007-08, 2008-09, 2009-10, 2011-12, 2013-14, 2015-16 |
| Pais Basc       | 6      | 4         | 2000-01, 2001-02, 2005-06, 2007-08, 2008-09, 2009-10                                                       | 2002-03, 2003-04, 2004-05, 2010-11                                                                                           |
| Andalusia       | 1      | 1         | 2020-21 | 2021-22 |
| Galícia         | 0      | 3         | — | 2005-06, 2018-19, 2022-23 |
| Castella i Lleó | 0      | 1         | — | 2020-21 |